# Campionati del mondo di duathlon del 2000
I Campionati del mondo di duathlon del 2000 si sono tenuti a Calais, Francia, in data 8 ottobre 2000.
Tra gli uomini ha vinto il belga Benny Vansteelant, mentre la gara femminile è andata alla britannica Stephanie Forrester.

## Risultati

### Élite uomini
| Pos. | Nome                   | Paese       | Totale   |
| ---- | ---------------------- | ----------- | -------- |
|      | Benny Vansteelant      | Belgio      | 01:46:05 |
|      | Yann Million           | Francia     | 01:47:11 |
|      | Huub Maas              | Paesi Bassi | 01:47:40 |
| 4    | Jürgen Dereere         | Belgio      | 01:47:44 |
| 5    | Marino Vanhoenacker    | Belgio      | 01:47:52 |
| 6    | Javier García          | Spagna      | 01:47:55 |
| 7    | Armand van der Smissen | Paesi Bassi | 01:48:00 |
| 8    | Daniel Fekl            | Rep. Ceca   | 01:48:02 |
| 9    | Felix Martinez         | Spagna      | 01:48:08 |
| 10   | Kozad Chad             | Canada      | 01:50:04 |
| 11   | Alessandro Allessandri | Italia      | 01:50:07 |

### Élite donne
| Pos. | Nome                | Paese         | Totale   |
| ---- | ------------------- | ------------- | -------- |
|      | Stephanie Forrester | Regno Unito   | 02:02:02 |
|      | Siri Lindley        | Stati Uniti   | 02:02:03 |
|      | Christian Soeder    | Germania      | 02:02:15 |
| 4    | Fiona Lothian       | Regno Unito   | 02:02:34 |
| 5    | Edwige Pitel        | Francia       | 02:03:01 |
| 6    | Irma Heeren         | Paesi Bassi   | 02:03:31 |
| 7    | Erika Csomor        | Ungheria      | 02:05:10 |
| 8    | Fiona Docherty      | Nuova Zelanda | 02:09:43 |
| 9    | Agnes Eppers        | Belgio        | 02:14:20 |
| 10   | Dolorita Fuchs      | Svizzera      | 02:19:14 |